# Härvesta ekhage
Härvesta ekhage är ett naturreservat i Lekebergs kommun i Örebro län.
Området är naturskyddat sedan 2005 och är 3 hektar stort. Reservatet utgörs av drumlinlandskap som består av gammal ängs- och betesmark bevuxen med ekar.